# Magnat (titre)
Pour les articles homonymes, voir Magnat.

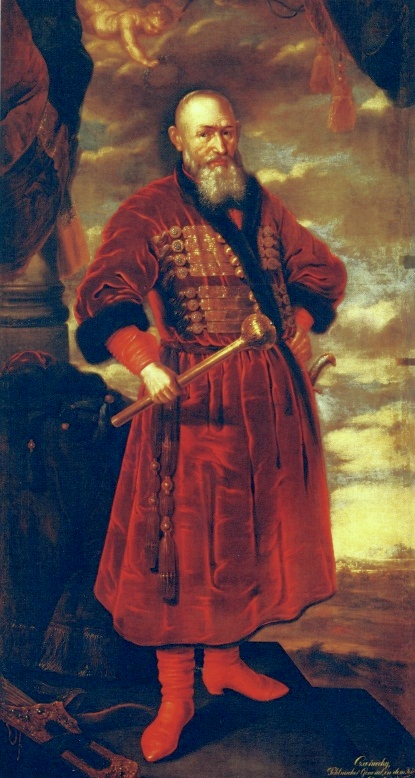
Stefan Czarniecki, magnat polonais

Magnat (du latin magnus, « grand » ; passe ensuite au latin médiéval Magnates, « les grands ») est le surnom de diverses personnalités puissantes dans les domaines de la finance et de l'industrie et des médias. Elle correspond de nos jours à l'expression « oligarque » qui s'attache parfois aux milliardaires d'origine russe.[réf. nécessaire]
Depuis le Moyen Âge c'était la dénomination, donnée au premier rang des membres de la haute noblesse dans plusieurs pays d'Europe. L'expression s'associe surtout avec la szlachta polonaise, et les familles puissantes en Lituanie en Hongrie, Moldavie, ainsi qu'en Irlande, Écosse, Angleterre, France et en Lombardie où elle s'adresse aux banquiers lombards,. Le surnom est apparu dans le haut Moyen Âge.
Un magnat n'était pas seulement un grand propriétaire terrien, qui possédait des villes et des villages, et des moyens considérables dans sa trésorerie, il avait aussi une énorme influence sur l'économie et donc sur la politique du territoire. Comme a été montré dans le cas de la Pologne, un groupe de magnats, une véritable oligarchie au XVIIIe siècle, fut capable de renverser le gouvernement du pays : la Confédération de Targowica. Le surnom avec la renommée était souvent attaché au nom d'une famille et passait de génération en génération, par exemple la maison Lubomirski.

## EnPologne-Lituanie
Il y avait, dans la république des Deux Nations, deux à trois cents familles de magnats (XVIIIe siècle). Le magnat était un seigneur donc membre de la noblesse szlachta qui se distinguait de la noblesse en général (appelée drobna szlachta) par sa puissance économique et politique. Leurs privilèges ont été progressivement réduits après le deuxième partage de la Pologne au cours du XIXe siècle.

### Les femmesmagnates

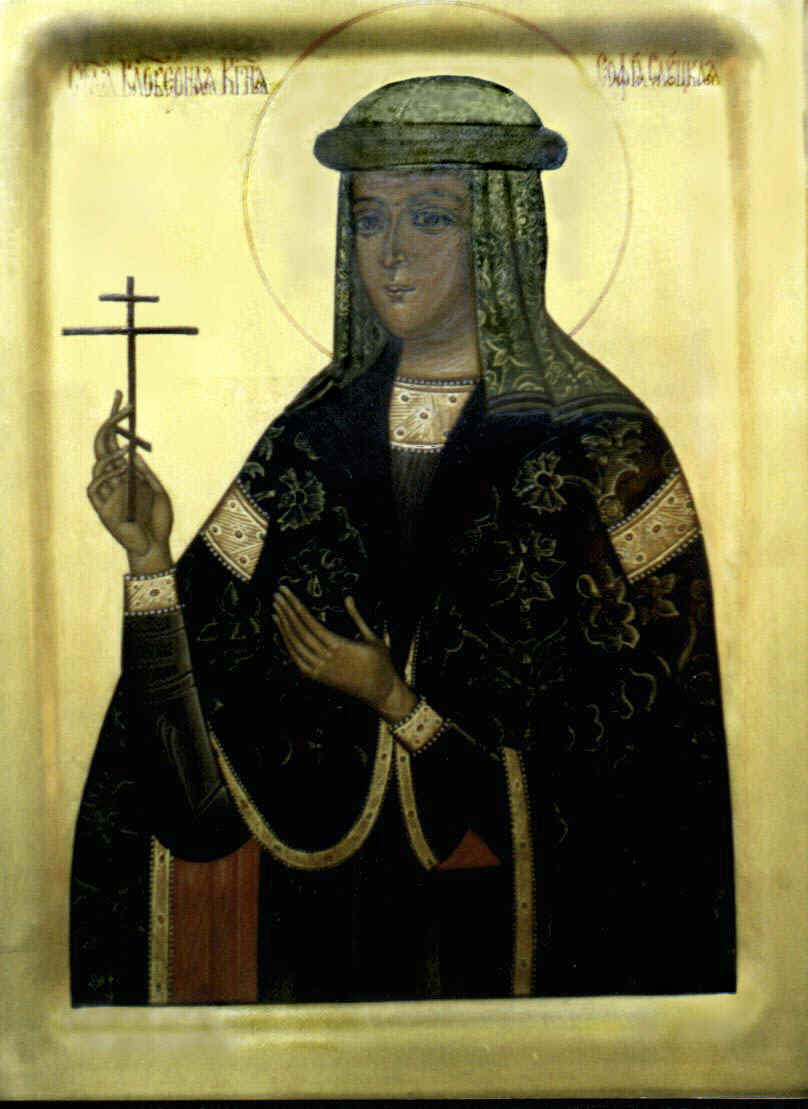
Sainte Sophie, princesse de Slutsk.

Déjà depuis le XVIIe siècle, il y avait des femmes polonaises, souvent influencées par la culture française, qui contribuaient indépendamment ou à leur propre gré au développement du pays et à sa culture.
Entre autres on distingue les suivantes :
- Sophie Olelkowicz (en), la princesse de Slutsk (1585-1612) (Radziwill), orthodoxe elle refusa de se convertir au catholicisme de son mari ;
- Marianna Lubomirska (1693-1728), érige le palais Lubomirski à Lublin ;
- Eleonora Czartoryska (en)(1710-1795), construisit un palais avec un parc à Radzymin, une église et publia des textes juridiques ;
- Zofia Krasińska (1718-1790), 1. (Tarło (en)), 2. (Lubomirska) fondatrice de couvents et d'industries ;
- Barbara Sanguszkowa (1718-1791), écrivain, connue pour son salon au château de Poddębice, elle fonda plusieurs églises et foyers ;
- Anna Paulina Sapieha (Jabłonowska) (1728-1800), économiste, mécène des sciences et des arts, fondatrice d'industries ;
- Izabella Flemming (1746-1835) (Czartoryska), collectionneuse d'art et écrivain, fondatrice du Musée Czartoryski ;
- Tekla Teresa Bielińska (en)(1756-1810), (Lubieńska) petite-fille de Sanguszkowa, grand-mère d'une dynastie de 65 petits-enfants, écrivain, dramaturge et traductrice de Racine et de Voltaire en polonais[3] ;
- Anna Nakwaska (1781-1851), écrivain, réformatrice de la pédagogie ;
- Cecylia Plater-Zyberk (en)(1853-1920), fondatrice d'une école de filles, écrivain, éditeur[4] ;
- Karolina Lanckorońska(1898-2002), héritière d'une vaste collection d'art, soldat, résistante, philanthrope[5].

### Galerie

Carte des domaines des principaux magnats polonais.
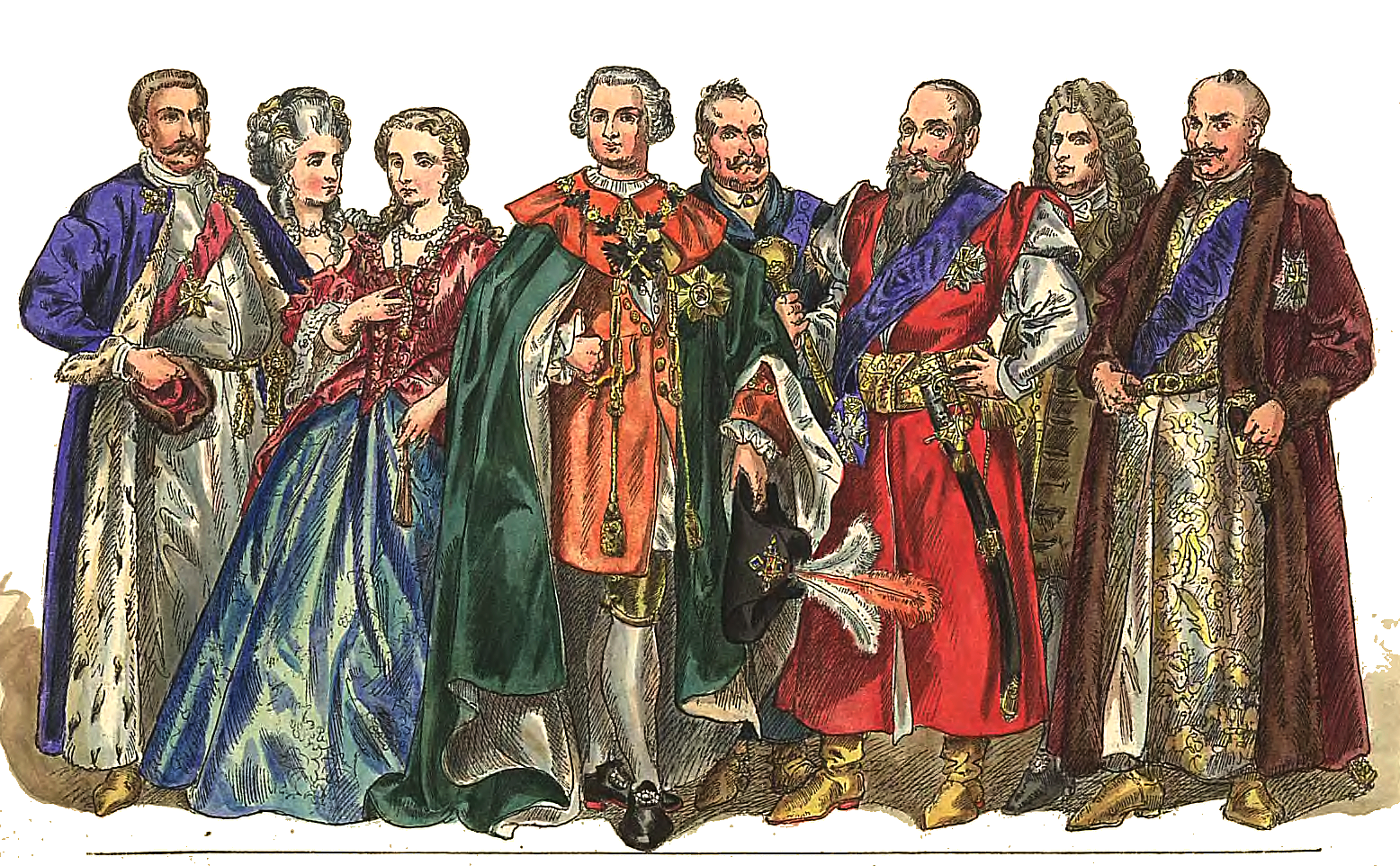
Magnats polonais 1697-1795.
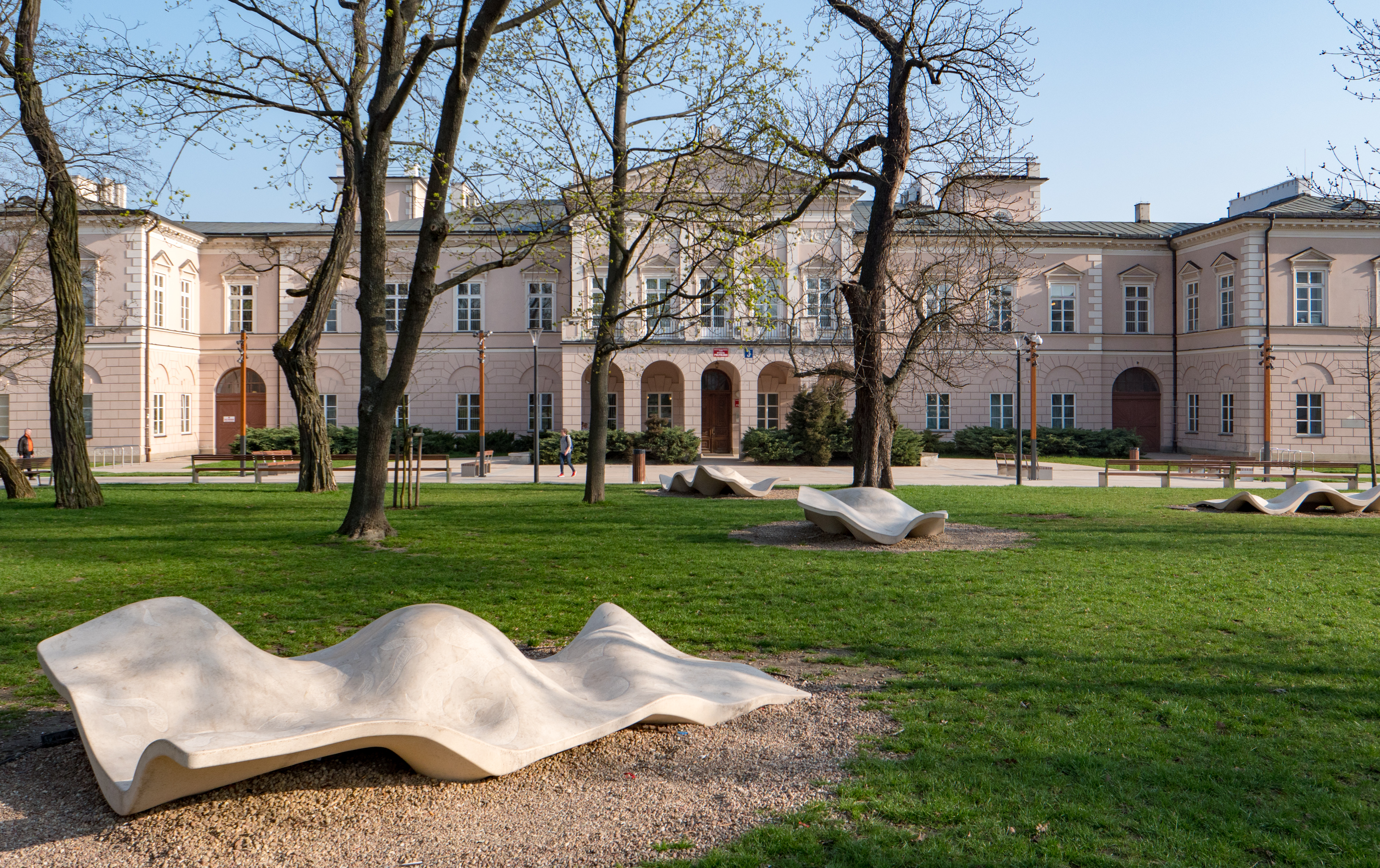
Palais Lubomirski à Lublin.
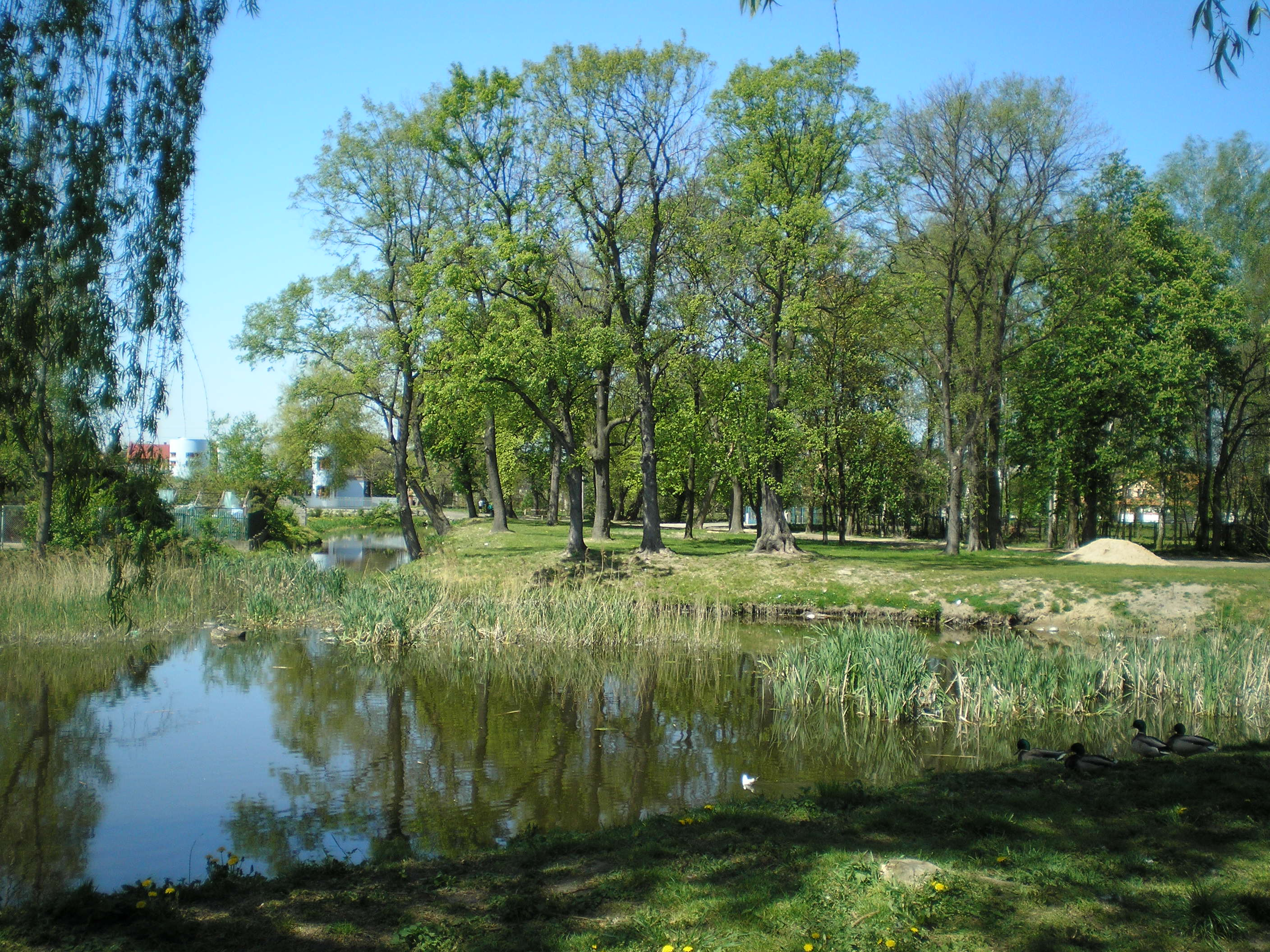
Parc de Czartoryska à Radzymin, XVIIIe siècle.
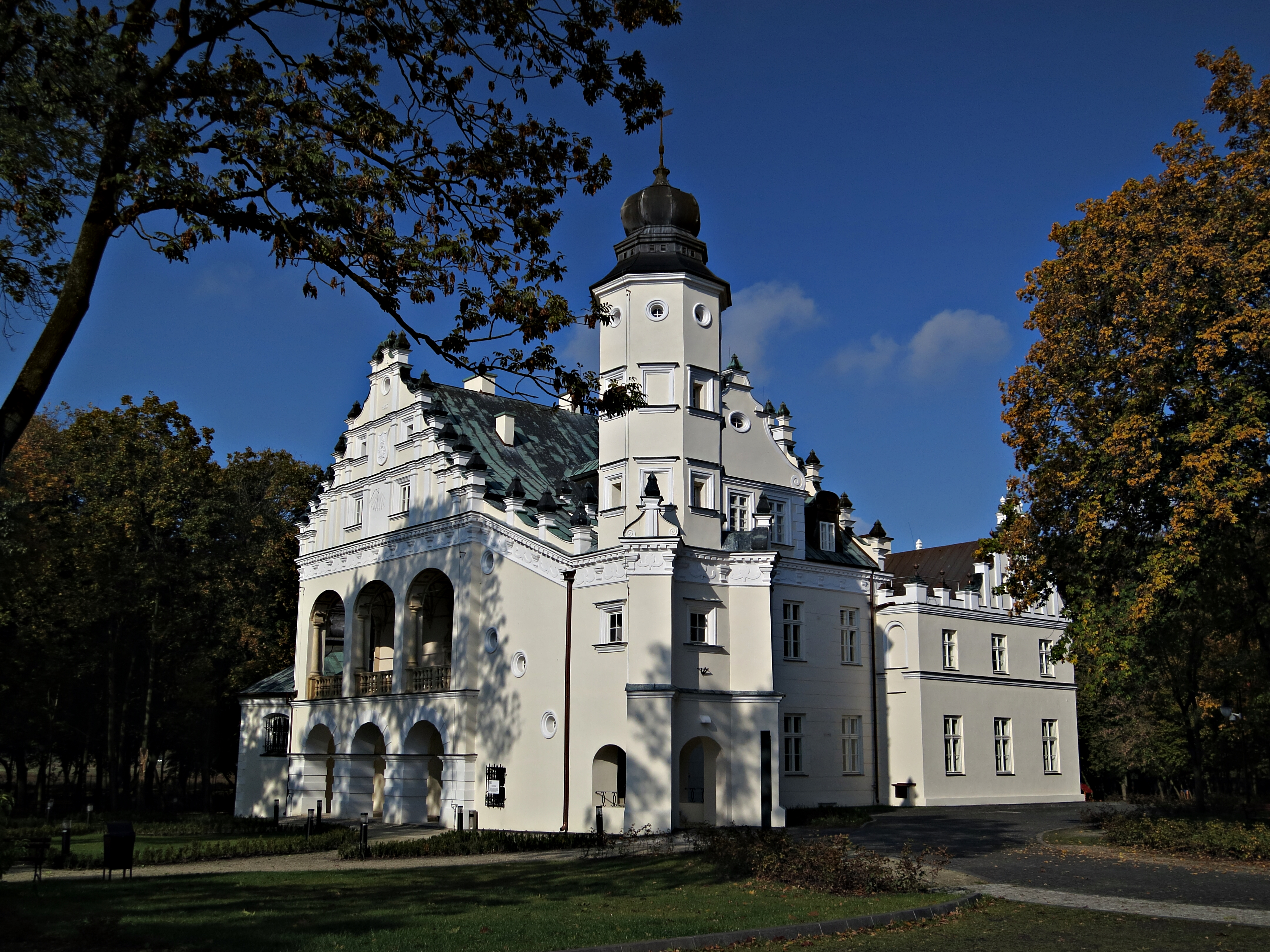
Château de Poddębice.
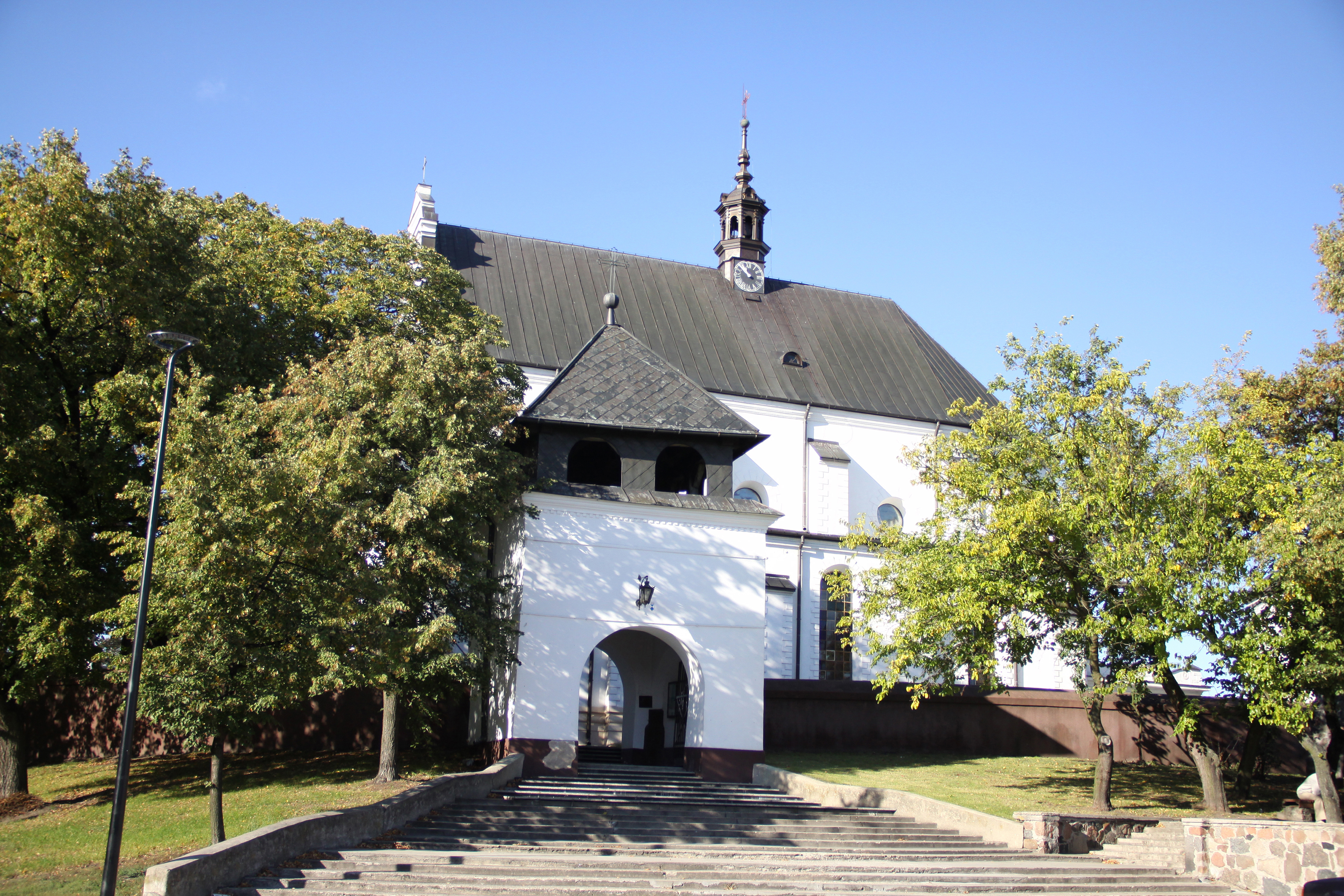
Église de Poddębice.
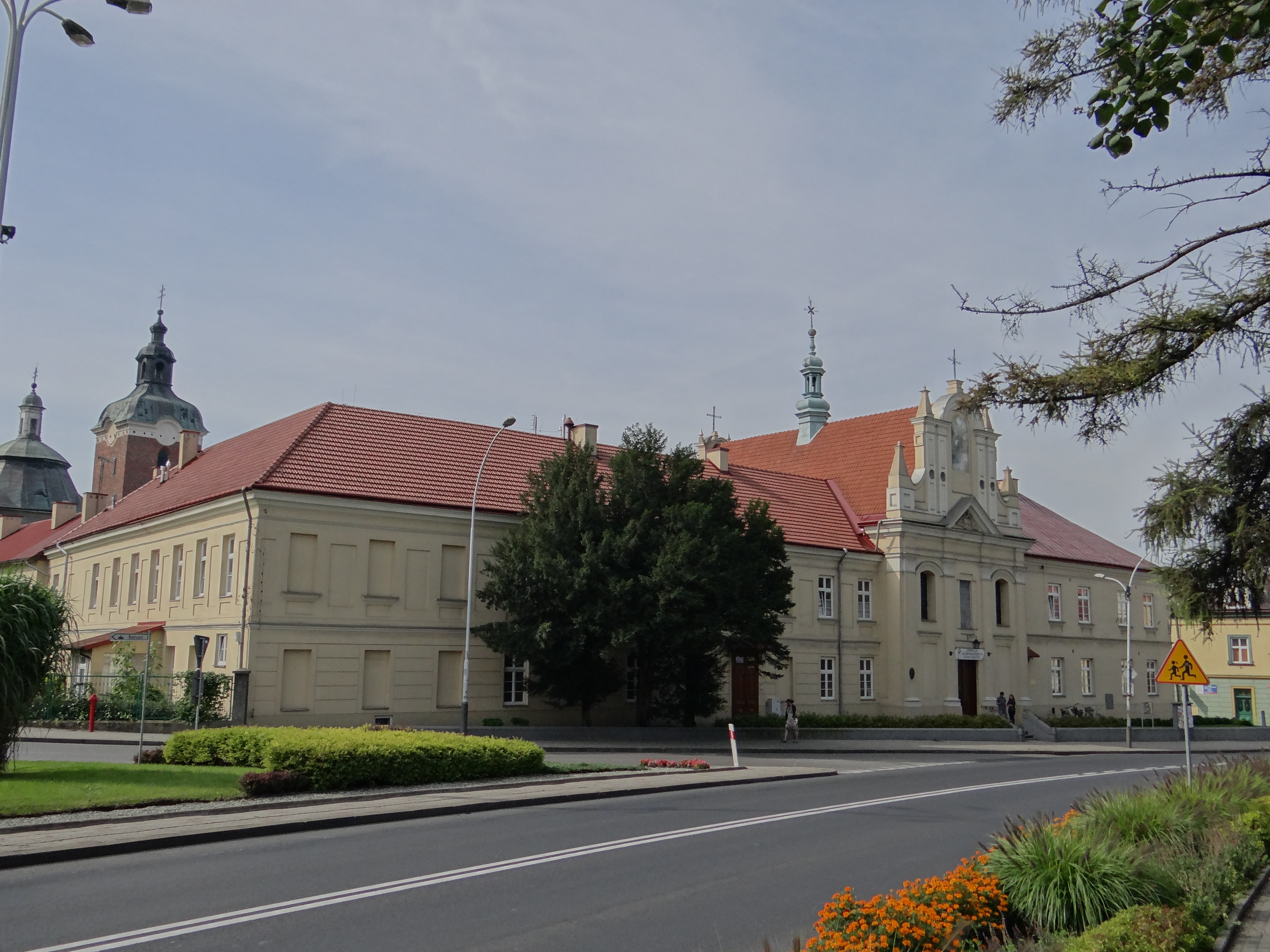
Fondation Lubomirska du couvent des Sœurs de Saint Vincent de Paul à Przeworsk 1781.

## En Hongrie
En Hongrie, Magnat était un surnom héréditaire qui désignait depuis 1397 les descendants des « barons du royaume » (Filii baronum ou bárófi en hongrois). Ces derniers - les descendants - reçurent dans les années 1430 le titre de Magnificus, appellation jusqu'alors réservée aux « barons du royaume ».
Les magnats de Hongrie avaient le droit de siéger à la Diète (Parlement hongrois).
À noter que « quiconque descendait en ligne directe d'un magnat était magnat lui-même ». C'est ainsi que l'on vit des magnats siéger en même temps dans les assemblées politiques de pays étrangers et parfois même ennemis de la Hongrie,. Ce n'est qu'en 1885, et d'une façon très incomplète, qu'on songea à modifier la composition de la chambre des magnats.
Il est à distinguer les « barons du royaume » (baron regni), titre le plus élevé et le plus prestigieux, non-héréditaire jusqu'en 1498 et désignant à l'origine les personnages revêtant les plus hautes fonctions de l'État, et les « barons naturels de Hongrie » (barones naturales en Hongrie), titre créé en 1487 par le roi Mathias pour récompenser ses plus fidèles partisans.
Ainsi fera-t-on la distinction entre « vrais barons » (veri barones), issus de l'exercice des plus hautes charges, et « barons que de nom » (barones nomine solo), simple titres de noblesse lié à la possession d'une baronnie.
Voir l'article consacré à la noblesse hongroise.